# 馬愛農
马爱农（1964年9月—），女，江苏省南京市人，祖籍常州，中国大陆翻译家。

## 生平
马于1986年毕业于南京大学外文系英文专业，获文学学士学位。毕业后在南京医学院基础部担任英语教师。1990年考入北京外国语学院英语系攻读硕士研究生，专业为翻译理论与实践。1993年在人民文学出版社外文编辑室任编辑。后与其妹马爱新因合作翻译《哈利·波特》系列小说而出名，坦言最难翻译部分为小说中的咒语。

## 著作
翻译《哈利·波特》系列小说之前，马爱农曾翻译《到灯塔去》、《清秀佳人》、《爱伦·坡短篇小说选》等世界名著。
- 《雞皮嘎達》

## 家庭
祖父是教育家及翻译家马清槐，妹妹是翻译家马爱新。